# Partia Obrońców Ojczyzny
Partia Obrońców Ojczyzny (ukr. Партія захисників Вітчизни, PZW) – ukraińska partia polityczna o profilu centrolewicowym i patriotycznym.

## Historia
Partia powstała 7 lipca 1997, rok później bez powodzenia wystawiła swoje listy w wyborach do Rady Najwyższej, nie uzyskując żadnych mandatów. W 1999 na jej czele stanął poseł Jurij Karmazin, który w tym samym roku wystartował w wyborach prezydenckich, uzyskując jedynie 0,35% głosów. Przedstawiciele PZW w tym okresie brali udział w akcji „Ukraina bez Kuczmy”, mającej na celu odsunięcie od władzy urzędującej głowy państwa.
W 2002 partia stała się nieformalnym uczestnikiem Bloku Nasza Ukraina. Jej lider uzyskał mandat poselski z puli przypadającej Partii Solidarność Petra Poroszenki. W 2004 PZW poparła Wiktora Juszczenkę, a jej działacze uczestniczyli w pomarańczowej rewolucji. Przed wyborami parlamentarnymi w 2006 na bazie PZW i dwóch marginalnych ugrupowań powstał „Blok Jurija Karmazina”, który z wynikiem 0,65% nie przekroczył progu wyborczego.
W 2007 Jurij Karmazin w imieniu PZW podpisał porozumienie o powołaniu bloku Nasza Ukraina-Ludowa Samoobrona, co pozwoliło mu w przedterminowych wyborach powrócić do parlamentu. Partia nie wykazywała później większej aktywności, jej lider zmarł w 2022.